# RC Linz
Der RC Linz (Rugby Club Linz) ist ein Rugby-Union-Verein aus der oberösterreichischen Landeshauptstadt Linz. Der im Jahr 2000 unter dem Namen 1. ORSC Linz gegründete Verein nimmt an der österreichischen Nationalliga (2. Liga) sowie an der österreichischen 7er Meisterschaft teil und trägt seine Heimspiele am Sportplatz des ASKÖ ESV Westbahn aus.

## Geschichte
Der Verein wurde Anfang 2000 von Jaromir Jungmann gegründet, der in seiner Jugend in der Rugby-Sektion von Sparta Prag gespielt hatte. Sein erstes Freundschaftsspiel bestritt das Herrenteam des Clubs am 17. Juni 2000 in Wien, im Herbst desselben Jahres nahm es erstmals an der 2. österreichischen Rugby-Bundesliga teil. Ab der Saison 2002/03 wurde der Betrieb der 2. Bundesliga eingestellt und das Team übersiedelte in den neu gegründeten Austrian Challenge Cup. Zusätzlich bestritt der Club ab der Saison 2003/04 die 1. österreichische Rugby-Bundesliga – zuerst in Spielgemeinschaft mit dem RFC Salzburg, ab der Saison 2004/05 in Spielgemeinschaft mit dem RC Krems. In der Saison 2006/07 verzichtete der Verein auf die Teilnahme an der Bundesliga und beschränkte sich auf den Challenge Cup. 2007/08 erfolgte die Rückkehr in die 2. Bundesliga, und es gelang der sofortige Aufstieg in die 1. Liga. Nach drei Jahren in der höchsten Spielklasse erfolgte 2011/12 der Abstieg in die neu gegründete Nationalliga und die Umbenennung in Rugby Club Linz. Der größte Vereins-Erfolg war der Gesamtsieg des Challenge Cup 2003/04.
Seit dem Sommer 2004 besteht auch eine U16-Mannschaft, die 2005/06 erstmals an der österreichischen Jugendmeisterschaft teilgenommen hat. Im Sommer 2006 wurde zusätzlich ein U18-Team gegründet. Seit der Saison 2007/08 existieren zudem ein U12-, ein U14- und ein Damen-Team. In der Saison 2009/10 spielte das Nachwuchs-Team "Linz Éspoir" zusätzlich in der 2. österreichischen Bundesliga und in der Saison 2012/13 in der niederösterreichischen Landesliga. Die Vereins-Ziele für die Saison 2014/15 sind ein Platz unter den ersten drei der ARC 2. Liga und ein weiterer Ausbau der Jugend-Teams.

## Vorstand
- Präsident: David Habichler
- Vizepräsident: Jörg Loidolt
- Kassier: Jaromir Jungmann
- Trainer: Stefan Rothschedl
- Trainer Jugend: Martin Kühr
- Trainer Damen: Hans-Jörg Morri
- Ligakoordination: Maximilian Kreindl
- Presse: Jörg Loidolt
- Sponsoring: Bernhard Dorninger

## Meisterschafts-Ergebnisse
- Saison 2000/01:

4. Platz in der 2. Bundesliga
- Saison 2001/02:

4. Platz in der 2. Bundesliga
- Saison 2002/03:

2. Platz im Challenge Cup
- Saison 2003/04:

1. Platz im Challenge Cup
4. Platz in der Bundesliga und Erreichen des Semifinales in Spielgemeinschaft mit dem RC Salzburg
- Saison 2004/05:

2. Platz im Challenge Cup
4. Platz in der Bundesliga und Erreichen des Semifinales in Spielgemeinschaft mit dem RC Krems
- Saison 2005/06:

5. Platz im Challenge Cup (Sieg B-Finale)
6. Platz in der Bundesliga in Spielgemeinschaft mit dem RC Krems
4. Platz in der U16-Bundesliga
- Saison 2006/07:

2. Platz im Challenge Cup
5. Platz in der U18-Bundesliga
- Saison 2007/08:

1. Platz in der 2. Liga (Aufstieg in die Bundesliga)
3. Platz in der 7er Meisterschaft
5. Platz in der U18-Bundesliga
- Saison 2008/09:

5. Platz in der Bundesliga
4. Platz in der 7er Meisterschaft
2. Platz in der U18-Bundesliga
2. Platz in der Damen-Bundesliga
- Saison 2009/10:

5. Platz in der Bundesliga
2. Platz in der 7er Meisterschaft
6. Platz in der 2. Liga
4. Platz in der Damen-Bundesliga
- Saison 2010/11:

6. Platz in der Bundesliga
4. Platz in der 7er Meisterschaft
- Saison 2011/12:

1. Platz in der Nationalliga-Gruppe West und Erreichen des Semifinales
8. Platz in der 7er Meisterschaft
- Saison 2012/13:

2. Platz in der Nationalliga-Gruppe West und Erreichen des Semifinales
3. Platz in der NÖ Landesliga
- Saison 2013/14:

2. Platz in der Nationalliga-Gruppe B und Erreichen des Semifinales
5. Platz im Challenge Cup
6. Platz in der Damen-Bundesliga